# Lac Upper Branigan
Pour les articles homonymes, voir Branigan.
Le lac Upper Branigan (en anglais : Upper Branigan Lake) est un lac américain dans le comté de Tuolumne, en Californie. Il est situé à 2 301 mètres d'altitude au sein de la Yosemite Wilderness, dans le parc national de Yosemite. Il se situe à proximité du lac Middle Branigan et du lac Branigan.